# Stülpnagel (Adelsgeschlecht)

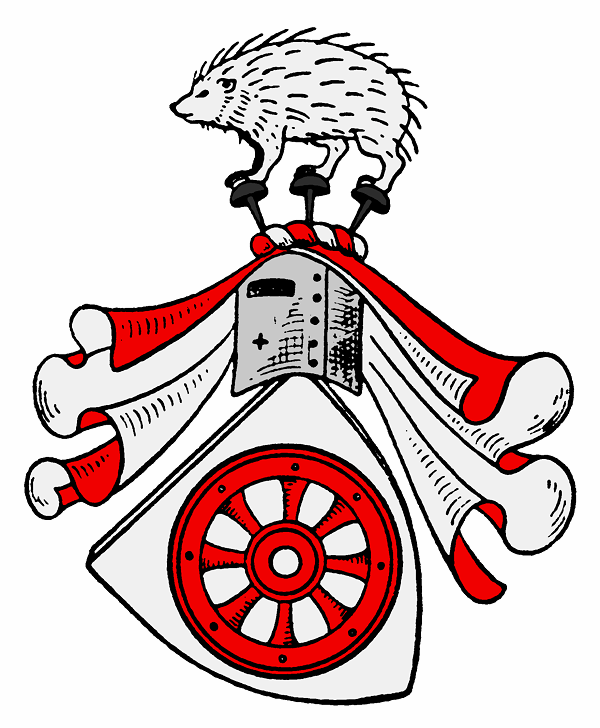
Wappen derer von Stülpnagel

Stülpnagel ist der Name eines alten uckermärkischen Adelsgeschlechts. Zweige der Familie bestehen gegenwärtig fort.

## Geschichte
Die Familie erscheint erstmals urkundlich im Jahre 1321. Die direkte Stammreihe beginnt mit Valentin von Stülpnagel in der Mitte des 15. Jahrhunderts. Neben der Uckermark, etwa zu Taschenberg, Wismar und Grünberg hatte das Geschlecht auch Gutsbesitz in der Altmark, etwa zu Falkenberg und Seehausen, sowie in Pommern zu Stolzenburg und Temnitz.
Die preußische Adelslegitimation für Friedrich von Stülpnagel (* 1777), den natürlichen Sohn des preußischen Premierleutnants Carl Gottlob von Stülpnagel auf Grünberg unter Beilegung des väterlichen Namens und Wappens erging am 20. Juli 1787. Weiterhin erhielt der nachmalige preußische Generalleutnant Karl Bernhard von Stülpnagel (1794–1875) am 7. April 1803 die preußische Adelslegitimation.
Am 16. Januar 1869 erging für den preußischen Geheimen Regierungs- und Landrat a. D. Karl August von Stülpnagel (1788–1875) eine Namens- und Wappenvereinigung Stülpnagel-Dargitz. Diese übertrug sich auf den jeweiligen Eigentümer des am 24. Mai 1868 gestifteten Fideikommiss zu Gut Lübbenow, wo die Familie von 1812 bis 1826 das erhaltene Herrenhaus Lübbenow errichten ließ und in dessen Besitz sie bis 1945 war.
Die höchste Konstanz weist das Besitztum Lindhorst aus, von 1375 bis zur Bodenreform.

## Wappen
Das Stammwappen zeigt in Silber ein achtspeichiges rotes Wagenrad. Auf dem Helm mit rot-silbernen Decken drei schwarze Nägel, die einen silbernen Igel tragen. Nach dem Wappen sind sie eines Stammes mit denen von Jagow, sowie bei der Wappenähnlichkeit und gemeinsamer Herkunftsregion wahrscheinlich auch mit den uckermärkischen von Gloeden und den von Uchtenhagen.

## Stammliste (Auszug)
- Wolf Leopold von Stülpnagel (1674–1730), Gutsbesitzer
  - Otto Gottlob von Stülpnagel (1716–1772), Gutsbesitzer und Major 
    - Wolf Friedrich von Stülpnagel (1752–1825), Gutsbesitzer 
      - Ferdinand von Stülpnagel (1787–1837), Regierungspräsident
        - Otto von Stülpnagel (1822–1899), preußischer Oberst
          - Edwin von Stülpnagel (1876–1933), deutscher General der Infanterie
          - Otto von Stülpnagel (1878–1948), deutscher General der Flieger und der Infanterie

        - Rudolf von Stülpnagel (1831–1900), Landrat

    - Karl Gottlob von Stülpnagel (1753–1802), Gutsbesitzer 
      - Wolf Wilhelm Ferdinand von Stülpnagel (1781–1839), preußischer Generalleutnant
        - Wolf Louis Anton Ferdinand von Stülpnagel (1813–1885), preußischer General der Infanterie
          - Ferdinand von Stülpnagel (1842–1912), preußischer General der Infanterie
            - Ferdinand Wolf von Stülpnagel (1873–1938), preußischer Kammerherr und Hauptmann[6]
              - Ferdinand Wolf von Stülpnagel (1911–1979), Kapitän zur See
              - Friedrich von Stülpnagel (1913–1996), deutscher Leichtathlet und Oberst der Bundeswehr

            - Joachim von Stülpnagel (1880–1968), Generalleutnant der Reichswehr in der Weimarer Republik
            - Siegfried Paul Ferdinand von Stülpnagel (1891–1976), Generalmajor
              - Paul Joachim von Stülpnagel (* 1927), Journalist und Diplomat

      - Heinrich von Stülpnagel (1799–1857), Gutsbesitzer
        - Friedrich von Stülpnagel (1847–1914), Kurator der Ritterakademie Brandenburg und preußischer Politiker

    - Otto von Stülpnagel (1758–1794), Kapitän 
      - Georg von Stülpnagel (1785–1862), preußischer Generalleutnant der Kavallerie

    - Alexander Ferdinand von Stülpnagel (1766–1809), Gutsbesitzer 
      - Karl Bernhard von Stülpnagel (1794–1875), preußischer Generalleutnant
        - Hermann von Stülpnagel (1839–1912), preußischer Generalleutnant
          - Carl-Heinrich von Stülpnagel (1886–1944), deutscher General der Infanterie und Widerstandskämpfer
            - Walter von Stülpnagel (1919–2010), Baudirektor und Kammerdirektor der Klosterkammer Hannover
              - Karl Heinrich von Stülpnagel (* 1960), deutscher Restaurator und Möbelhistoriker

  - Karl Sigismund von Stülpnagel (1721–1759), Gutsbesitzer 
    - Wolf Friedrich Gottlob von Stülpnagel (1747–1807), Capitän (Hauptmann)
      - Johann Friedrich von Stülpnagel (1786–1865), preußischer Offizier, Geograph und Kartograf

  - Carl von Stülpnagel-Dargitz (1788–1875), preußischer Landrat im Kreis Prenzlau (1837–1863)